# France Keyser
France Keyser est une photojournaliste française indépendante, née le 23 juin 1970.

## Biographie
France Keyser est une photojournaliste née le 23 juin 1970. Elle a intégré l'école de l'EMi-CFD, section Photographie, en 1990, dans la  promotion de Jérôme Sessini et de Jérômine Derigny.
Elle entame sa carrière photographique en documentant un raid Paris-Moscou en Coccinelle et Combi VW puis elle photographie les clubs de jazz parisiens. Dans les années 2000, elle couvre l’actualité internationale avec des sujets de société, en Iran, Irak, Afghanistan, Tchétchénie, Turquie, Israël ou encore en Palestine.
France Keyser explore les tensions au sein de la société française. Après quatre années d'enquêtes photographiques, elle réalise un livre sur les musulmans de France, Nous sommes Français et musulmans (2010, Editions Autrement). Son travail est accompagné de textes du sociologue et politologue Vincent Geisser. L'ouvrage ouvre un débat : « dans un contexte de polémique et de débats idiots sur l'islam en France, la photographe cherche à  montrer qu’ils sont des citoyens français comme les autres ».
Elle tourne aussi son regard vers un autre extrême, celui de la jeunesse militante du parti d'extrême droite, le Front National. Elle photographie des jeunes femmes en campagnes électorales et les nomme  des « Mini Marion ». Ce travail publié dans le magazine Grazia créé la controverse en 2015.
France Keyser travaille en parallèle pour la presse quotidienne et hebdomadaire nationale française,,. Elle vit à Marseille depuis 2004 et est représentée par l'agence photographique MYOP depuis 2011.

## Publication
- Nous sommes Français et musulmans, [Paris] : Autrement, 2010   (ISBN 2746713926 et 978-2746713925)

## Travaux
En 2020, le FPAC, Fonds photographique d'auteurs contemporains, achète la série photographique Voyage dans mon village. Son travail est publié dans L'Obs, avec d'autres photographes de l'agence MYOP.
Son travail, Chronologie d'un horizon suspendu, premier confinement est présenté dans un ouvrage collectif.
En 2019, le festival photographique MAP Toulouse, expose la série photographique Français d'Islam. Jodie Wtulich, à propos du travail photographique de France Keyser : « Elle se demande ce que sont devenus ces « Français d’islam » passés devant son objectif cinq ans auparavant. La série est le fruit de sa recherche autour de ses concitoyens musulmans ».
En 2018 et 2019, elle participe à plusieurs ouvrages collectifs qui réunissent les photographes de son agence. En 2017, France Keyser participe à la création du festival Récits photographiques, à l'abbaye de Silvacane, à La Roque-d'Anthéron.
L'ouvrage photographique Nous sommes français et musulmans, avec les photographies de France Keyser et le texte de Vincent Geisser est publié aux éditions Autrement.

## Prix
- 2017 :  Prix Zénith pour sa série photographique French and Muslim[18]. « This is a very complete long-term subject with a very serious and intellectual approach to what it means “Islam in Europe”. It shows powerful images of Islam as a positive force. Keyser seeks to normalize the idea of Islam, bringing to us mundane, everyday religiousness »[19].